# 卢多夫
卢多夫（德語：Ludorf）是德国梅克伦堡-前波美拉尼亚州的一个旧市镇。总面积48.37平方公里，总人口495人，當中男性263人，女性232人（2011年12月31日），人口密度10人/平方公里。